# Luis Videgaray Caso
Luis Videgaray Caso (Città del Messico, 10 agosto 1968) è un politico ed economista messicano.

## Biografia
Nato a Città del Messico, si laurea nel 1994 in economia presso l'Istituto tecnologico autonomo del Messico. Consegue poi un dottorato sempre in economia al Massachusetts Institute of Technology. Successivamente diventa docente universitario all'Università Iberoamericana.

### Carriera politica
Nel 1987 entra in politica all'interno del Partito Rivoluzionario Istituzionale. Dal 1992 al 1994 diviene consulente di Pedro Aspe, l'allora segretario della finanza.
Nel 2005 viene nominato dal governatore dello stato del Messico Enrique Peña Nieto segretario della finanza, incarico in cui rimane per più di tre anni. Si candida poi come deputato federale alle elezioni parlamentari del 2009, dove risulta eletto. Durante tale mandato diventa presidente della Commissione del bilancio e del conto pubblico.
A seguito delle elezioni statali in Messico del 2011, in cui uno dei candidati era Eruviel Ávila, viene nominato da quest'ultimo coordinatore della sua campagna elettorale. Ricoprendo quindi tale posizione, annuncia alla Camera le sue dimissioni. Durante questo mandato diventa anche presidente del comitato statale del PRI, dove rimane da aprile ad agosto 2011. Svoltesi le suddette elezioni, Eruviel Ávila risulta il vincitore, superando il candidato del PRD Alejandro Encinas Rodríguez.
Successivamente è scelto come coordinatore della campagna presidenziale di Enrique Peña Nieto in vista delle elezioni del 2012. A seguito della sua vittoria presidenziale, viene creata una squadra che intraprenda un processo di riavvicinamento tra partiti in vista della formazione del nuovo governo. Tale squadra era formata da Luis Videgaray, Miguel Ángel Osorio Chong e Jesús Murillo Karam.
Dopodiché, nel settembre 2012, il presidente eletto forma una nuova squadra di 45 persone il cui obiettivo era facilitare la transizione dall'amministrazione di Felipe Calderón, la precedente, e quella di Enrique Peña Nieto che sarebbe entrata in carica nel dicembre seguente. Tra questi c'era anche Luis Videgaray.

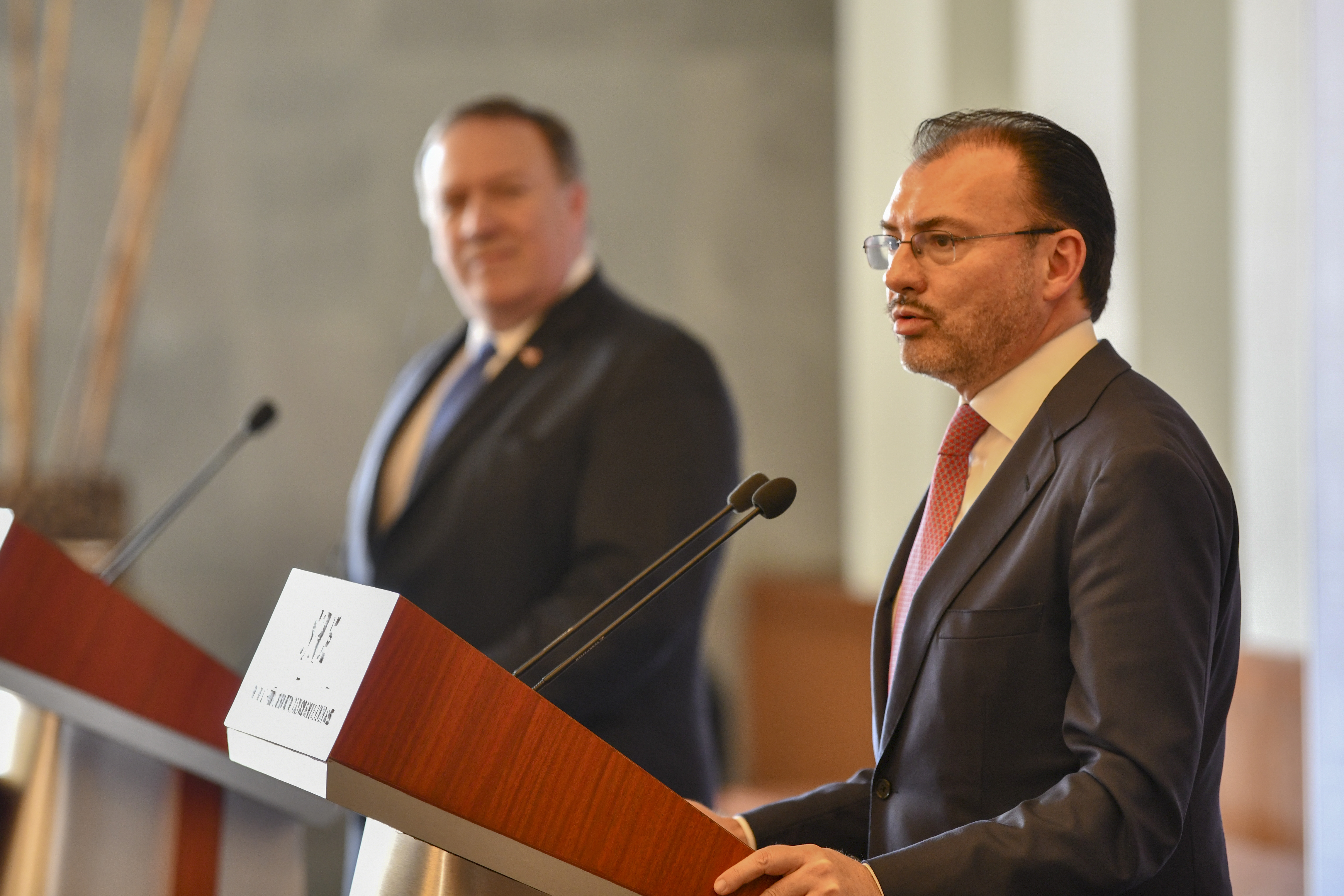
Luis Videgaray Caso nel 2018

Terminato il periodo di transizione, viene nominato segretario della finanza e del credito pubblico, incarico dove rimane fino al 2016, quando annuncia le sue dimissioni. Nel 2014 viene riconosciuto come "ministro della finanza dell'anno".
Nel gennaio 2017 rientra nel gabinetto di Peña Nieto divenendo segretario degli affari esteri, sostituendo Claudia Ruiz Massieu. Durante questo mandato contribuisce a migliorare le relazioni tra Messico e Stati Uniti.
Nel 2021 il Segretariato della funzione pubblica lo radia per dieci anni dagli incarichi per non aver dichiarato correttamente il suo patrimonio.

## Vita privata
Si sposa nel 1995 con Virginia Gómez, con la quale ha tre figli.